# ليزا فاوست
ليزا فاوست هي لاعب هوكي الحقل كندية، ولدت في 9 نوفمبر 1966.

## وصلات خارجية
- ليزا فاوست على موقع اتحاد ألعاب الكومنولث (مؤرشف) (الإنجليزية)